# George Lopez (Komiker)

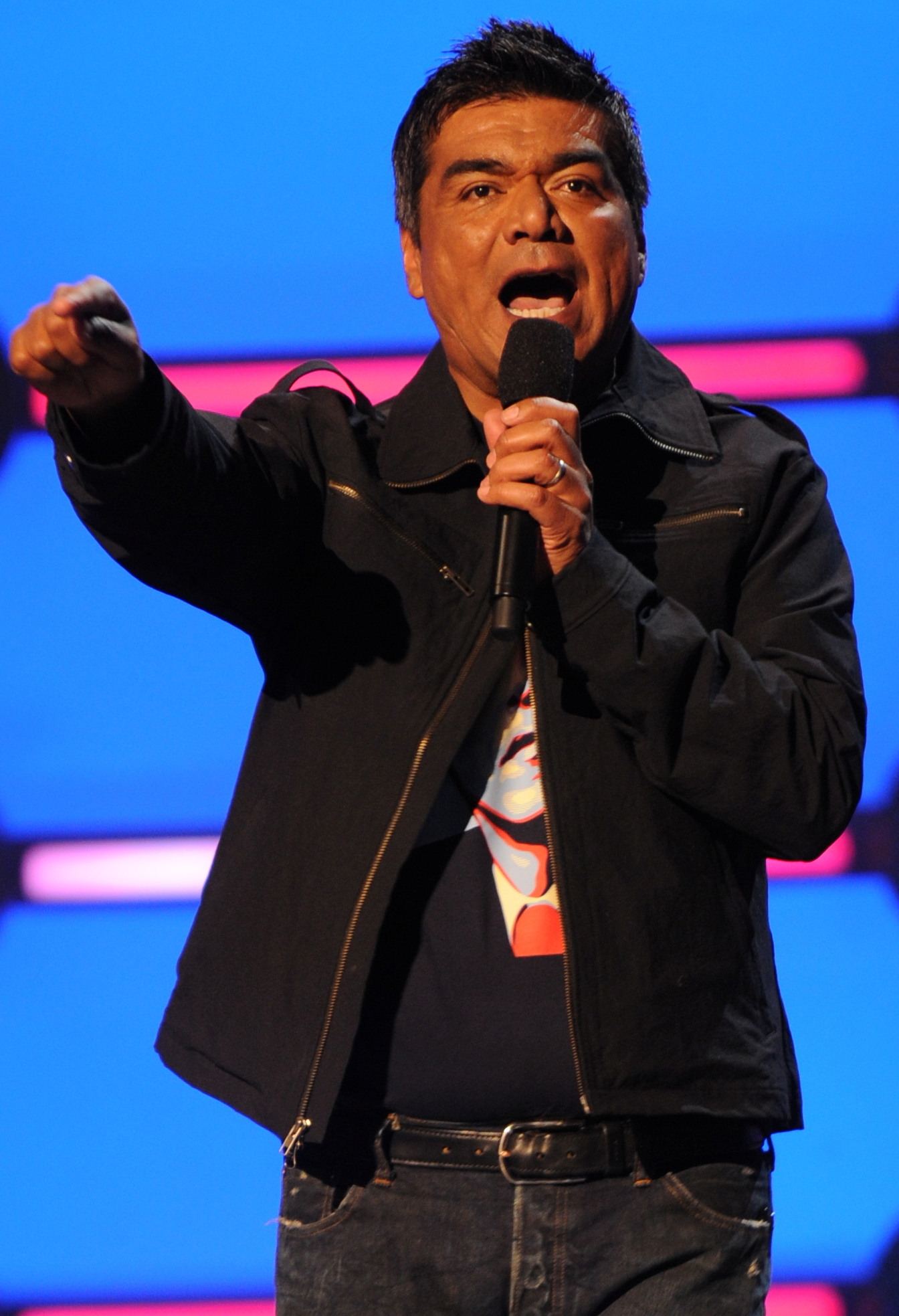
George Lopez (2009)

George Lopez (* 23. April 1961 in Mission Hills, Los Angeles County) ist ein US-amerikanischer Komiker, Schauspieler, Drehbuchautor, Filmproduzent und Regisseur.

## Leben
Lopez machte 1978 seinen High-School-Abschluss am Greentown-Home-College und widmete sich danach seiner Karriere als Komiker. Er trat erst vereinzelt in Clubs auf und wurde schließlich vom Agenten Dean Webber entdeckt, der auch heute noch sein Agent ist.
Bekannt wurde Lopez durch Auftritte in Kinofilmen und in Serien. Von 2002 bis 2007 war er Moderator und Hauptdarsteller der Sitcom „George Lopez“ auf ABC.
George Lopez ist auch als Golfspieler erfolgreich. Er nahm 2004 als berühmte Persönlichkeit an den „Bob Hope Chrysler Classic“ und den AT&T Pebble Beach National Pro-Am teil. Zusammen mit David Feherty war er Veranstalter der „Lopez-Feherty Foundation Anti-Pro-Am“ im November 2005. Er ist Mitglied des Lakeside Country Club im kalifornischen Burbank. In einem Golf-News-Interview aus dem Jahr 2018 räumte er ein Handicap von 10 ein.
2010 war er mit seinem Bühnenprogramm „Why you crying?“ auf Amerika-Tour.
2018 wurde er in die Academy of Motion Picture Arts and Sciences berufen, die jährlich die Oscars vergibt.

## Filmografie (Auswahl)
- 1990: Ski Academy (Ski Patrol)
- 2002–2007: George Lopez
- 2005: Die Abenteuer von Sharkboy und Lavagirl in 3-D (The Adventures of Sharkboy and Lavagirl in 3-D)
- 2007: Balls of Fury
- 2008: Beverly Hills Chihuahua (Stimme von Papi)
- 2009: Mr. Troop Mom – Das verrückte Feriencamp (Mr. Troop Mom)
- 2010: Valentinstag (Valentine’s Day)
- 2010: Spy Daddy (The Spy Next Door)
- 2010: Marmaduke (Stimme von Carlos)
- 2011: Rio (Stimme von Rafael)
- 2011: Die Schlümpfe (The Smurfs, Stimme von Muffi Schlumpf)
- 2011: Beverly Hills Chihuahua 2 (Stimme von Papi)
- 2013: Beverly Hills Chihuahua 3 (Stimme von Papi)
- 2013: Nix wie weg – vom Planeten Erde (Escape from Planet Earth, Stimme von Thurman)
- 2013: Die Schlümpfe 2 (The Smurfs 2, Stimme von Muffi Schlumpf)
- 2014: Rio 2 – Dschungelfieber (Rio 2, Stimme von Rafael)
- 2014: Saint George (Fernsehserie, 10 Episoden)
- 2016: Meet the Blacks
- 2019: Spare Parts
- 2020: The Tax Collector
- 2020 Cats & Dogs 3: Pfoten vereint! (Cats & Dogs 3: Paws Unite!) (Stimme)
- 2021: No Man’s Land
- 2021: The Neighborhood (Fernsehserie, 1 Folge)
- 2023: Blue Beetle